# Перепис населення Палестини (1931)

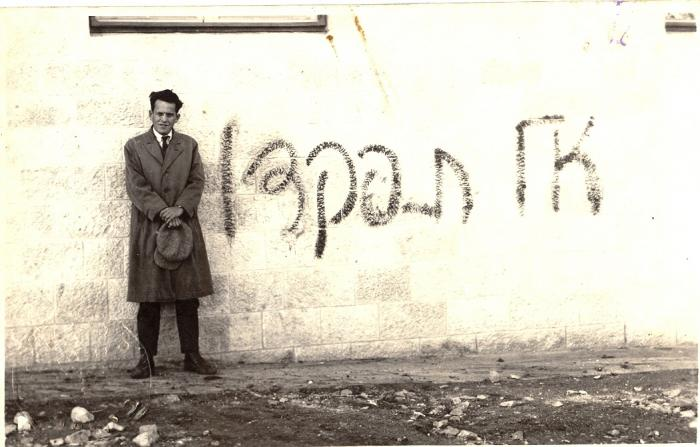
Абба Ахімеїр стоїть біля графіті із закликом не брати участі в переписі населення Палестини 1931 року (אל תפקדו)

Перепис населення Палестини 1931 року — другий перепис, проведений владою британського мандату в Палестині 18 листопада 1931 року під керівництвом майора Е. Міллза (англ. E. Mills). Більше переписів населення в Палестині британська адміністрація не проводила.
Перепис показав, що загальна кількість населення становила 1 035 821 (1 033 314 без урахування членів ЗС Великої Британії),, збільшившись на 36,8 % з 1922 року, з яких єврейське населення зросло на 108,4 %.
Населення було погруповане за віросповіданням таким чином: 759 717 мусульман, 174 610 євреїв, 91 398 християн, 9 148 друзів, 350 бахаїтів, 182 самаритяни і 421 «без релігії». Особливу проблему становили кочові бедуїни півдня, які не хотіли брати участь. Оцінку кожного племені робили офіцери окружної адміністрації за спостереженнями на місцях. Вказані 759 717 мусульман включали 66 553 особи, перераховані таким методом. Кількість іноземних британських військ, що перебували в Палестині в 1931 році, становила 2500 осіб.

## Публікація
Уряд Палестини опублікував три томи даних, отриманих у результаті перепису. Їхнім редактором виступив суперінтендант з перепису населення та помічник головного секретаря Е. Міллз.
- Census of Palestine 1931. Population of Villages, Towns and Administrative Areas. Jerusalem, 1932 (120 pages)[6].
- Census of Palestine 1931, Volume I. Palestine Part I, Report. Alexandria, 1933 (349 pages).
- Census of Palestine 1931, Volume II. Palestine, Part II, Tables. Alexandria, 1933 (595 pages).

## Виноски
1. 1 2  «Census of Palestine, 1931», A. Zaiman, Journal of the Royal Statistical Society, Vol. 96, No. 4 (1933), pp. 660—662
2. ↑  The Statesman's year-book, Volume 81, 1944, p. 197
3. ↑  Census of Palestine 1931, Volume I.
4. ↑  Census of Palestine 1931, Volume I, pp2-4,18.
5. ↑  Palestine; Anglo-American Committee of Inquiry on Jewish Problems in Palestine and Europe (1946). A survey of Palestine. Printed by the government printer. с. 161. Процитовано 15 червня 2011. The non-local members of His Majesty's Forces, numbering about 2500 at the census of 1931
6. ↑  Доступний для перегляду на Internet Archive

## Читати далі
- Miscellaneous short extracts from the census reports at Emory University: .
- J. McCarthy, The Population of Palestine, Columbia University Press (1988). This contains many pages of tables extracted from the census reports.